# Serchhip (Distrikt)
Der Distrikt Serchhip ist ein Distrikt im indischen Bundesstaat Mizoram. Verwaltungssitz ist der gleichnamige Ort Serchhip.

## Geografie
Der Distrikt Serchhip liegt in der Mitte Mizorams und grenzt in einem kleinen Abschnitt an Myanmar. Die Fläche des Distrikts beträgt 1410 Quadratkilometer. Nachbardistrikte sind der Distrikt Aizawl im Norden, der Distrikt Champhai im Osten, der Staat Myanmar im Südosten sowie der Distrikt Lunglei im Süden und Westen.

## Geschichte
Im späten 19. Jahrhundert eroberten die Briten die Region und das Gebiet wurde ein Teil von Assam. Im Zweiten Weltkrieg lag er nahe der Front zwischen Briten und Japanern. Nach der indischen Unabhängigkeit vollzog Assam 1949 den Anschluss an Indien. Später wurde Assam in verschiedene Bundesstaaten aufgesplittert und das Gebiet ein Teil des neuen Bundesstaats Mizoram. Der Distrikt gehörte bis 1976 zum Distrikt Mizo. Von da an bis Anfang 1999 zum Distrikt Aizawl. Damals wurde dieser Distrikt in fünf neue Distrikte aufgeteilt. Einer davon war der Distrikt Serchhip.

## Bevölkerung
Nach der Volkszählung 2011 hat der Distrikt Serchhip 64.937 Einwohner. Bei 46 Einwohnern pro Quadratkilometer ist der Distrikt sehr dünn besiedelt. Von den 64.937 Bewohnern wohnen 32.918 Personen (50,69 %) in Landgemeinden und 32.019 Menschen in städtischen Gebieten.
Der Distrikt Serchhip gehört zu den Gebieten Mizorams, die fast gänzlich von Angehörigen der „Stammesbevölkerung“ (scheduled tribes) besiedelt sind. Zu ihnen gehörten (2011) 62.889 Personen (96,85 Prozent der Distriktsbevölkerung). Zu den Dalit (scheduled castes) gehörten 2011 nur 32 Menschen (0,05 Prozent der Distriktsbevölkerung).

### Bevölkerungsentwicklung
Wie überall in Indien wächst die Einwohnerzahl im Distrikt Serchhip seit Jahrzehnten stark an. Die Zunahme betrug in den Jahren 2001–2011 mehr als 19 Prozent (19,24 %). In diesen zehn Jahren nahm die Bevölkerung um mehr als 10.000 Menschen zu. Die genauen Zahlen verdeutlicht folgende Tabelle:

### Bedeutende Orte
Im Distrikt gibt es mit dem Distrikthauptort Serchhip nur eine einzige städtische Siedlung. Statistisch gesehen gelten allerdings die drei Siedlungen Serchhip, Thenzawl und North Vanlaiphai als Städte (towns).

### Bevölkerung des Distrikts nach Geschlecht
Mit Ausnahme des Jahres 1991 liegt der Anteil beider Geschlechter ganz untypisch für Indien bei annähernd 50 %.
| Verteilung der Bevölkerung nach Geschlecht im Distrikt Serchhip |                   |                   |                   |                   |                   |                   |                   |                   |                   |                   |
|                                                                 | Volkszählung 1971 | Volkszählung 1971 | Volkszählung 1981 | Volkszählung 1981 | Volkszählung 1991 | Volkszählung 1991 | Volkszählung 2001 | Volkszählung 2001 | Volkszählung 2011 | Volkszählung 2011 |
| Anzahl                                                          | Anteil            | Anzahl            | Anteil            | Anzahl            | Anteil            | Anzahl            | Anteil            | Anzahl            | Anteil            |                   |
| GESAMT                                                          | 34.381            | 100 %             | 37.803            | 100 %             | 46.222            | 100 %             | 54.460            | 100 %             | 64.937            | 100 %             |
| Männer                                                          | 17.540            | 51,02 %           | 18.868            | 49,91 %           | 23.702            | 51,28 %           | 27.691            | 50,85 %           | 32.851            | 50,59 %           |
| Frauen                                                          | 16.841            | 48,98 %           | 18.935            | 50,09 %           | 22.520            | 48,72 %           | 26.769            | 49,15 %           | 32.086            | 49,41 %           |

### Bevölkerung des Distrikts nach Sprachen
Fast die gesamte Bevölkerung des Distrikts Serchhip spricht eine tibetobirmanische Sprache. Auf die Hauptsprache Lushai (auch Mizo genannt) entfallen über 97 Prozent. Weniger als zwei Prozent der Einwohnerschaft – meist aus anderen Regionen zugewanderte Personen – sprechen andere Sprachen. Meistgesprochene dieser Sprachen sind Hindi, Bengali und Nepali.
| Jahr                                   | Lushai | Lushai | Hindi | Hindi | Meitei | Meitei | Bengali | Bengali | Nepali | Nepali | Assamesisch | Assamesisch | Gesamt | Gesamt   |
| Jahr                                   | Zahl   | %      | Zahl  | %     | Zahl   | %      | Zahl    | %       | Zahl   | %      | Zahl        | %           | Zahl   | %        |
| -------------------------------------- | ------ | ------ | ----- | ----- | ------ | ------ | ------- | ------- | ------ | ------ | ----------- | ----------- | ------ | -------- |
| 2011                                   | 63.437 | 97,69  | 549   | 0,85  | 151    | 0,23   | 149     | 0,23    | 123    | 0,19   | 63          | 0,10        | 64.937 | 100,00 % |
| Quelle: Ergebnis der Volkszählung 2011 |        |        |       |       |        |        |         |         |        |        |             |             |        |          |

### Bevölkerung des Distrikts nach Bekenntnissen
Die Bewohner bekennen sich fast gänzlich zum Christentum. Die bedeutendsten Gemeinschaften innerhalb des Christentums sind die Presbyterianer (Reformierte), Baptisten und Katholiken. Die Muslime und Hindus bilden kleinere religiöse Minderheiten. Die genaue religiöse Zusammensetzung der Bevölkerung zeigt folgende Tabelle:
| Jahr                                   | Buddhisten | Buddhisten | Christen | Christen | Hindus | Hindus | Jainas | Jainas | Muslime | Muslime | Sikhs | Sikhs | Andere | Andere | keine Angaben | keine Angaben | Gesamt | Gesamt   |
| Jahr                                   | Zahl       | %          | Zahl     | %        | Zahl   | %      | Zahl   | %      | Zahl    | %       | Zahl  | %     | Zahl   | %      | Zahl          | %             | Zahl   | %        |
| -------------------------------------- | ---------- | ---------- | -------- | -------- | ------ | ------ | ------ | ------ | ------- | ------- | ----- | ----- | ------ | ------ | ------------- | ------------- | ------ | -------- |
| 2011                                   | 60         | 0,09       | 63.444   | 97,70    | 991    | 1,53   | 9      | 0,01   | 335     | 0,52    | 6     | 0,01  | 35     | 0,05   | 57            | 0,09          | 64.937 | 100,00 % |
| Quelle: Ergebnis der Volkszählung 2011 |            |            |          |          |        |        |        |        |         |         |       |       |        |        |               |               |        |          |

## Bildung
Das Ziel der vollständigen Alphabetisierung ist beinahe erreicht. Mehr als 98 % der Männer und fast ebenso viele Frauen können lesen und schreiben. Die Alphabetisierung liegt weit über dem indischen Schnitt.
| Alphabetisierung im Distrikt Serchhip  |                   |                   |
| Einheit                                | Volkszählung 2011 | Volkszählung 2011 |
| Einheit                                | Anzahl            | Anteil            |
| GESAMT                                 | 54.476            | 97,91 %           |
| Männer                                 | 27.598            | 98,28 %           |
| Frauen                                 | 26.878            | 97,53 %           |
| STADT GESAMT                           | 27.382            | 98,23 %           |
| Stadt-Männer                           | 13.851            | 98,30 %           |
| Stadt-Frauen                           | 13.531            | 98,17 %           |
| LAND GESAMT                            | 27.094            | 97,59 %           |
| Land-Männer                            | 13.747            | 98,27 %           |
| Land-Frauen                            | 13.347            | 96,89 %           |
| Quelle: Ergebnis der Volkszählung 2011 |                   |                   |

## Verwaltung
Der Distrikt hat eine komplizierte Verwaltungsstruktur. Von den bei der letzten Volkszählung 2011 drei Sub-Divisions (R.D. Blocks) liegt nur Serchhip ganz innerhalb des Distrikts. Die beiden Anderen liegen teilweise im Distrikt Aizawl (Thingsulthliah), teils im Distrikt Champhai (East Lungdar). Innerhalb der Grenzen des Distrikts sieht es wie folgt aus:
| Bevölkerung in den Sub-Divisions |              |              |          |          |                |                |
|                                  | East Lungdar | East Lungdar | Serchhip | Serchhip | Thingsulthliah | Thingsulthliah |
| Anzahl                           | Anteil       | Anzahl       | Anteil   | Anzahl   | Anteil         |                |
| GESAMT                           | 14.897       | 100 %        | 44.242   | 100 %    | 5798           | 100 %          |
| Männer                           | 7547         | 50,66 %      | 22.383   | 50,59 %  | 2921           | 50,38 %        |
| Frauen                           | 7350         | 49,34 %      | 21.859   | 49,41 %  | 2877           | 49,62 %        |
| Stadt                            | 3602         | 24,18 %      | 28.417   | 64,23 %  | 0              | 0 %            |
| Land                             | 11.295       | 75,82 %      | 15.825   | 35,77 %  | 5798           | 100 %          |